# Stiven Rivić
Stiven Rivić [ˈstiʋɛn ˈriʋitɕ] (* 9. August 1985 in Pula, SFR Jugoslawien) ist ein ehemaliger kroatischer Fußballspieler.

## Karriere

### Vereine
1991 trat Rivić dem istrischen Verein NK Istra Pula bei. Dort wurde der Offensivspieler von Scouts des deutschen Bundesligisten FC Schalke 04 entdeckt und 2003 in die Nachwuchsmannschaft geholt. Doch bereits ein Jahr später holte ihn der Ex-Schalker Marc Wilmots zum belgischen Erstligisten Sint-Truidense VV.
2005/06 spielte Rivić ein weiteres Jahr für NK Istra 1961 in der ersten kroatischen Liga, wo er mit zwölf Toren bester Torschütze des Teams war. Daraufhin kam der Kroate wieder nach Deutschland zum Erstliga-Aufsteiger Energie Cottbus, der sich seine Dienste bis 2009 sicherte. 2008 verlängerte er seinen Vertrag vorzeitig bis 2012.
Zur Saison 2010/11 wechselte Rivić zum 1. FC Kaiserslautern und unterschrieb einen Dreijahresvertrag. In seiner ersten Saison beim FCK kam er auf 12 Erstligaeinsätze. Im Sommer 2011 wurde ihm ein Vereinswechsel nahegelegt. Da dieser nicht zustande kam, trainierte er bis auf weiteres bei der 2. Mannschaft mit. Auch im Bundesliga-Kader stand er nicht mehr. Am 20. Januar 2012 löste Rivić seinen noch bis zum 30. Juni 2013 geltenden Vertrag mit dem 1. FC Kaiserslautern rückwirkend zum 31. Dezember 2011 auf. Im Februar 2012 stieß Rivić zu NK Istra 1961. Am 6. August 2012 verpflichtete ihn der FC Energie Cottbus. Rivić erhielt einen Zweijahresvertrag bis Juni 2014. Nach dem Abstieg 2014 erhielt er keinen neuen Vertrag und war bis zum 23. März 2017 vereinslos, ehe ihn der unterklassige englische Verein Hampton & Richmond Borough FC aus London für sechs Monate verpflichtete.
Am 6. Oktober 2017 schloss Rivić sich Viertligist GSD Ambrosiana in Italien an und beendete dort auch im Sommer 2019 seine aktive Karriere.

### Nationalmannschaft
Zwischen 2001 und 2006 bestritt Rivić 27 Begegnungen für diverse kroatische Auswahlmannschaften und erzielte dabei acht Tore.